# Епархия Баучи
Епархия Баучи (лат. Dioecesis Bauchiana) — епархия Римско-Католической церкви c центром в городе Баучи, Нигерия. Епархия Баучи входит в митрополию Джоса. Кафедральным собором епархии Баучи является церковь святого Иоанна Евангелиста.

## История
5 июля 1996 года Римский папа Иоанн Павел II выпустил буллу Laudamus Dominum, которой учредил апостольский викариат Баучи, выделив его из архиепархии Джоса.
12 декабря 2003 года Римский папа Иоанн Павел II издал буллу Actuosae evangelizationis, которой преобразовал апостольский викариат Баучи в епархию.

## Ординарии епархии
- епископ John Francis Moore (5.07.1996 — 20.01.2010);
- епископ Malachy John Goltok (18.03.2011 — по настоящее время).

## Источник
- Annuario Pontificio, Libreria Editrice Vaticana, Città del Vaticano, 2003, ISBN 88-209-7422-3
- Булла Laudamus Dominum  (лат.)
- Булла Actuosae evangelizationis  (лат.)